# 馬淵美意子
馬淵 美意子（まぶち みいこ、1896年〈明治29年〉3月16日 - 1970年〈昭和45年〉5月28日）は、日本の詩人、画家。
幼年時代より絵を志し有島生馬に師事する。二科展に4回出品し入選を果たすが、のちに絵を断念して詩作に転じる。1952年に刊行した『馬淵美意子詩集』は読売文学賞の候補となった。夫は洋画家の庫田叕。

## 経歴
兵庫県神戸市に生まれる。1902年（明治35年）、長崎尋常小学校へ入学した。1909年（明治42年）、鎌倉女学校へ入学し、後に卒業した。1916年（大正5年）、父親の専断により結婚し二児を得るが、1922年（大正11年）に離婚する。1926年、有島生馬に師事する。1928年（昭和3年）、二科展に初入選し、以後3回出品する。1929年（昭和4年）、児島善三郎邸のダンスパーティで洋画家の庫田叕と知り合う。叕の元に弁当を作って通うようになり、草野心平の経営する新宿の焼鳥屋の常連となる。1931年（昭和6年）、庫田叕と結婚し京都で新生活を始めるが、1年で東京へ戻る。1937年（昭和12年）、福島繁太郎の援助を受け神奈川県足柄下郡吉浜村の日本美術学校分校内に2年間寄寓する。しかし生活は苦しく、2人して絵を描くことの困難から美意子は画業を断念し、詩作に転じる。1938年（昭和13年）、草野心平に認められ詩誌『歴程』の同人となる。
1939年（昭和14年）、九品仏で借家住まいするが健康上の理由で伊豆片瀬海岸に転地する。1940年（昭和15年）、成城に鉄筋のアトリエを借りて住まうが、太平洋戦争による鉄の値上がりにより家主に立ち退きを迫られる。1943年（昭和18年）、馬淵家の別荘のある上総一ノ宮へ移り隣りの斎藤家別荘を借りて住まうが、戦況の悪化により山形に疎開し、山形市で終戦を迎える。
1945年（昭和20年）12月、知人の招きで京都の下鴨で1年半を過ごし、その後も各地を転々としながら、1952年（昭和27年）、世田谷区宇奈根に念願の家と庭をもつ。同年11月に刊行した『馬淵美意子詩集』は草野心平が序文を寄稿し、読売文学賞の候補となった。その後、夫の叕が肺結核となり、もともと病弱だった美意子も看病の疲れなどもありさらに衰弱していく。1964年（昭和39年）、卵巣腫瘍の疑いで日立病院に入院・手術をし、検査の結果悪性のものと判明したが、転移することはなく半年で退院する。しかしその後も慢性気管支炎、慢性胃腸障害などで苦しむ。1968年（昭和43年）、食べるものをすべて吐くようになり体重が30キロまで落ち、またぎっくり腰で動けなくなる。
1970年（昭和45年）、日立病院に再入院した。5月28日、チアノーゼ状態となり、2時間後に急性肺炎で死去した。
1971年（昭和46年）、草野心平と庫田叕の編纂による『馬淵美意子のすべて』が限定で出版された。

## 著書
- 『馬淵美意子詩集』創元社、1952年、国立国会図書館書誌ID:000000896489
- 『馬淵美意子のすべて』求龍堂、1971年、国立国会図書館書誌ID:000001272002

## 評価
菅野昭正著『詩の現在 12冊の詩集』に、『馬淵美意子のすべて』を対象としたエッセイ「抒情の誕生」が収録されている。篠田一士著『現代詩人帖』に、馬淵美意子についての詩論「クロノスの呪い」が収録されている。